# Michael Rascher
Michael Rascher (Edmonton, 26 de junio de 1965) es un deportista canadiense que compitió en remo.
Participó en los Juegos Olímpicos de Barcelona 1992, obteniendo una medalla de oro en la prueba de ocho con timonel. Ganó dos medallas de plata en el Campeonato Mundial de Remo, en los años 1990 y 1991.

## Palmarés internacional
| Juegos Olímpicos   | Juegos Olímpicos     | Juegos Olímpicos | Juegos Olímpicos |
| Año                | Lugar                | Medalla          | Prueba           |
| ------------------ | -------------------- | ---------------- | ---------------- |
| 1992               | Barcelona (España)   | Medalla de oro   | Ocho con timonel |
| Campeonato Mundial |                      |                  |                  |
| Año                | Lugar                | Medalla          | Prueba           |
| 1990               | Tasmania (Australia) | Medalla de plata | Ocho con timonel |
| 1991               | Viena (Austria)      | Medalla de plata | Ocho con timonel |